# Adjoa Amana
Adjoa Amana es una exfuncionaria ghanesa de la Organización Mundial de la Salud (OMS) y del Fondo de Población de las Naciones Unidas (FPNU), a la que el FPNU atribuye el mérito de ser la fuerza motriz de la primera campaña que buscaba lograr un cambio de comportamiento en la población que redujera la prevalencia del VIH.

## Trayectoria
La campaña se denominó Campaña de Información, Educación y Comunicación (IEC) de Uganda o Campaña de Educación Sanitaria y entre 1987 y 1990, Amana fue la impulsora de uno de los 3 objetivos del programa, el de la formación y también se encargó de la comunicación. Para la estrategia comunicativa contó como figura visible con el cantante ugandés Philly Bongoley Lutaaya, el primer africano destacado que anunció públicamente que tenía sida.
Amana fue entrevistada en un reportaje especial del programa de televisión FRONTLINE / AIDS Quarterly Special Report; Born in Africa, donde se presentó la gira realizada por todo el país de Philly Bongoley Lutaaya para educar a sus conciudadanos sobre el sida.
Tras retirarse del servicio público internacional, Amana ha trabajado con niños no escolarizados y niños de la calle en Ghana fundando el Enhancing Youth Education and Health (EYEH) Soup Kitchen. El proyecto recibió 15.000 cedis de la primera dama de Ghana, Rebecca Akufo-Addo, fundadora de la Rebecca Foundation.